# Grenze zwischen Kenia und Tansania

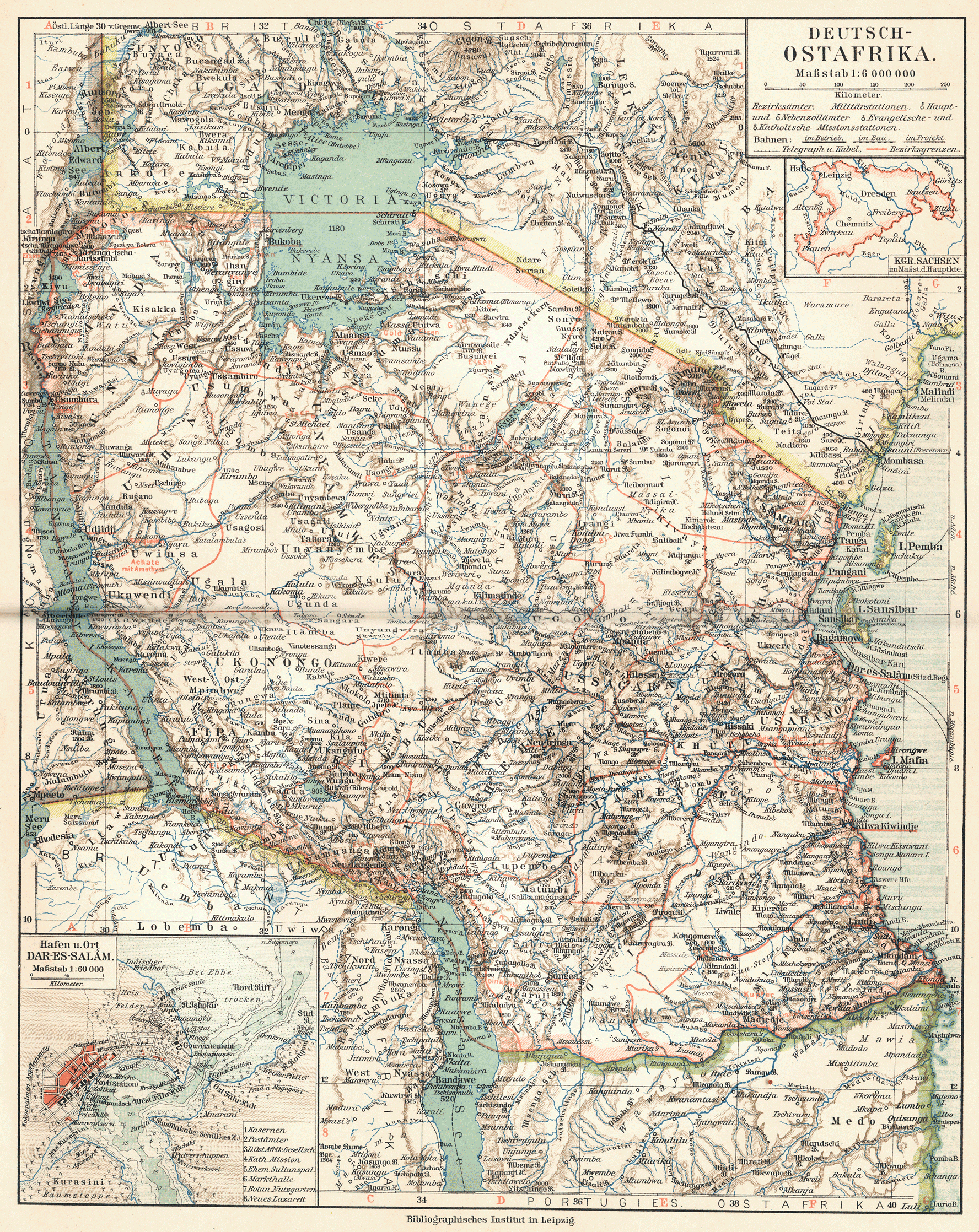
Deutsch-Ostafrika 1905, die Grenze zu Kenia oben

Die Grenze zwischen Kenia und Tansania trennt als internationale Land- und Seegrenze diese beiden ostafrikanischen Staaten. Die Länge der Grenze wird mit 769 oder 775 km angegeben. Die Landgrenze verläuft vom Dreiländereck mit Uganda zur Küste des Indischen Ozeans.

## Geschichte
Kenia stand seit dem Ende des 19. Jahrhunderts unter britischem Protektorat und wurde 1920 zur Kolonie Kenia. Gebietsansprüche des Deutschen Reichs in Kenia (Sultanat Witu) sowie weitere, jedoch nie realisierte Ansprüche auf die Somaliküste wurden im Vertrag zwischen dem Deutschen Reich und dem Vereinigten Königreich über die Kolonien und Helgoland (sogenannter Helgoland-Sansibar-Vertrag) vom 1. Juli 1890 aufgegeben. Artikel 1 Nr. 1 dieses Vertrags enthielt eine nähere Bestimmung über die Abgrenzung der Einflussgebiete.
Kenia erlangte im Dezember 1963 die Unabhängigkeit.
Das ehemalige Deutsch-Ostafrika kam 1885 unter die Herrschaft der Deutsch-Ostafrikanischen Gesellschaft und wurde 1891 zum Schutzgebiet des Deutschen Reichs. Es umfasste das ab 1920 so benannte Tanganjika, also das heutige Tansania ohne die unter britischer Herrschaft stehenden Inseln Sansibar und Pemba sowie das später belgische Völkerbundsmandatsgebiet Ruanda-Urundi (heute die Staaten Ruanda und Burundi) sowie das 1920 unter portugiesische Verwaltung gekommene kleine Kionga-Dreieck im Süden. Während des Ersten Weltkriegs blieb die Kolonie umkämpft, durch den Versailler Vertrag wurde sie unter Völkerbundsverwaltung gestellt, das Mandat über Tanganjika erhielt das Vereinigte Königreich. Das Völkerbundsmandat setzte sich nach 1945 bis zur Unabhängigkeit Tanganjikas im Jahr 1961 als UN-Mandat fort. 1964 erfolgte der Zusammenschluss mit Sansibar zur Vereinigten Republik Tansania.
In den Jahren 1893 und 1900 kam es zu deutsch-britischen Grenzvereinbarungen. Genauere Festlegungen erfolgten von 1902 bis 1906 durch eine gemischte Grenzkommission. In der Zwischenkriegszeit gab es formal Grenzkontrollen, obwohl beide Gebiete durch Großbritannien verwaltet wurden. Darin wurde deutscherseits ein mögliches Anzeichen für die Trennung zwischen Kolonial- und Mandatsverwaltung vermutet, da hierdurch die Frage der Rückgabe offen schien.

## Grenzverlauf

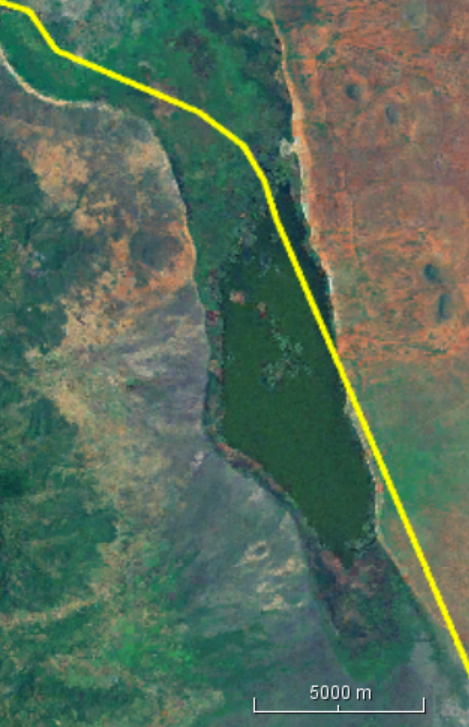
Der Jipe-See (Satellitenaufnahme), die Grenze gelb

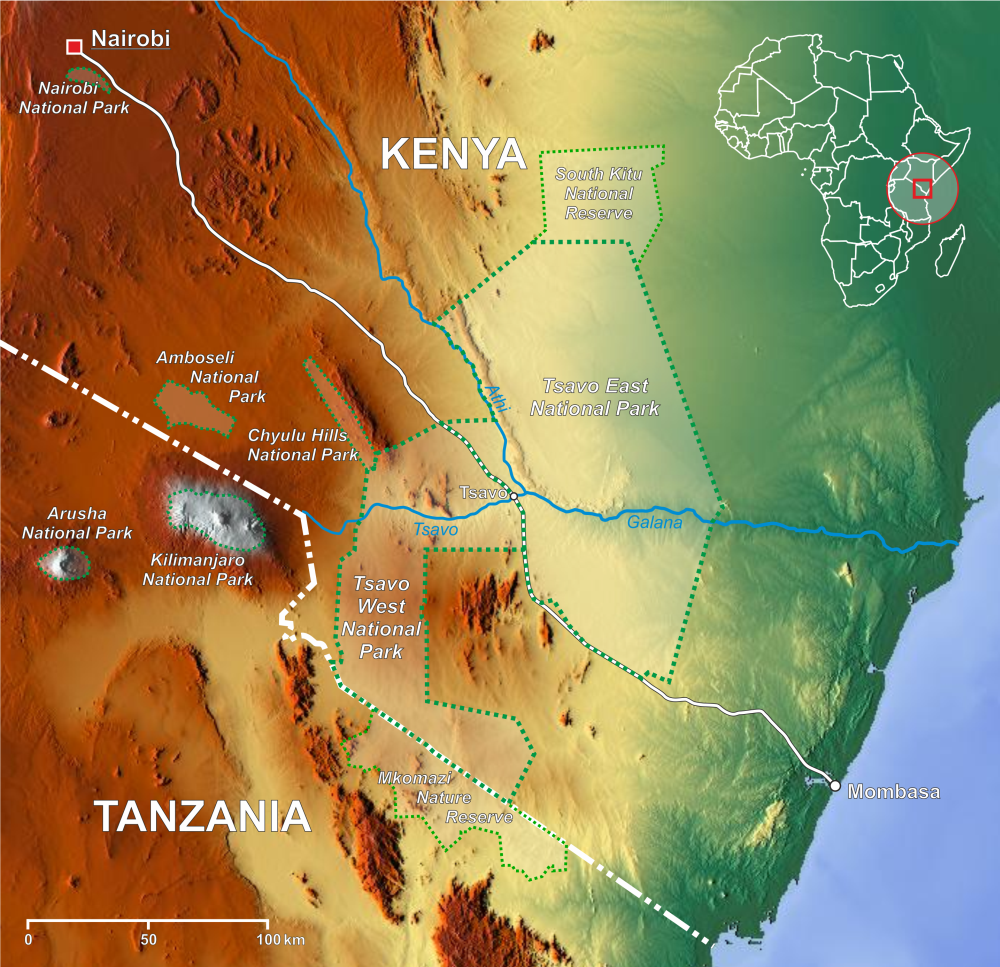
Grenzverlauf mit Nationalparks

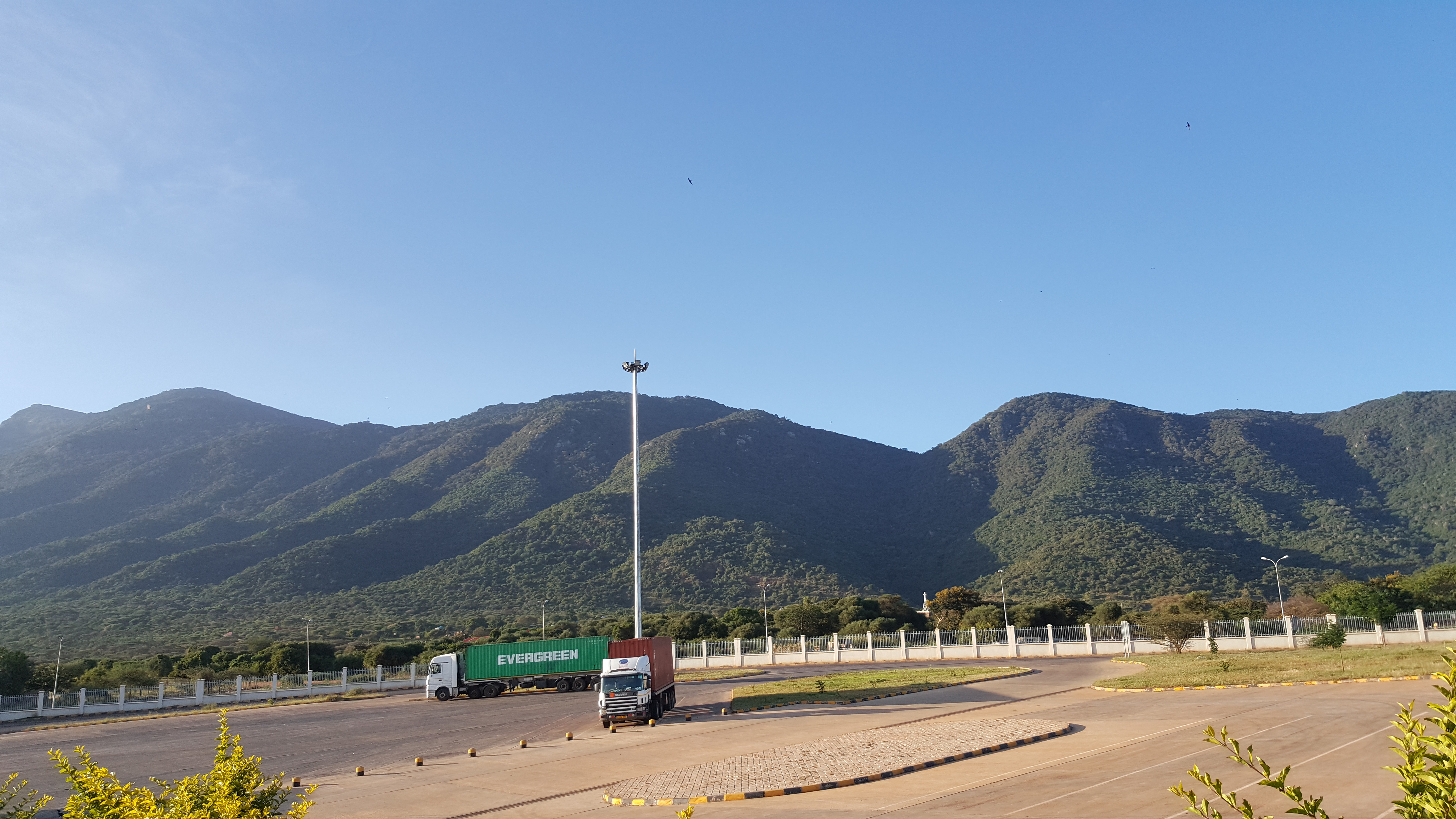
Grenzstation in Namanga

Die Landgrenze führt vom Dreiländereck mit Uganda im Victoriasee (0°59'24"S, 33°55'48"O) zunächst in Fortsetzung des geradlinigen Grenzverlaufs zwischen Tansania und Uganda nach Osten, führt dann südlich um eine zu Kenia gehörende, dem Ort Muhoro vorgelagerte Halbinsel im Victoriasee herum und verläuft vom Westufer des Sees geradlinig nach Südosten zum tansanischen Serengeti-Nationalpark, dessen Nordgrenze sie bildet, berührt dann das Nordende des Natronsees und führt in diesem geradlinigen Verlauf noch rund 200 km weiter nach Südosten (auch touristisch bedeutsamer Grenzübergang in Namanga (Kenia)). Dann knickt sie für rund 25 km weiter geradlinig verlaufend nach Südsüdosten ab und führt östlich des Kilimandscharo-Massivs durch den Chala-See. Dort ändert sie die Richtung nach Südwesten und führt mit mehreren kürzeren geradlinigen Abschnitten (mit Grenzübergang an der Straße von Mombasa nach Arusha beim tansanischen Holili), zuletzt überwiegend nach Südosten zum Jipe-See, den sie von Norden nach Süden durchläuft. Südlich des Sees nimmt sie auf rund 302 km einen geradlinigen Verlauf nach Südosten und bildet dabei die Südwestgrenze des kenianischen Tsavo-West-Nationalparks. Dabei quert sie den Fluss Umba. Bei Horohoro (Tansania) befindet sich der Grenzübergang an der Straße Mombasa-Daressalam. Der geradlinige Verlauf endet rund einen Kilometer vor der Küste, die Grenze folgt dort einem Wasserlauf und zuletzt auf rund 3 km dem Küstenverlauf bis zum Ras Jimbo. (Koordinaten fehlen)